# لاتی آلتر
لاتی آلتر (انگلیسی: Lottie Alter؛ ‏ ۱۶ ژانویهٔ ۱۸۷۱ – ۲۵ دسامبر ۱۹۲۴) بازیگر اهل ایالات متحده آمریکا بود. او کار بازیگری را از جوالی سال ۱۸۹۰ در ایالت‌های غرب میانه آمریکا آغاز کرد.
از فیلم‌هایی که وی در آن‌ها نقش داشته است، می‌توان به شهر ابدی و برنده بخت‌آزمایی اشاره نمود.